# NGC 4936
NGC 4936 (другие обозначения — ESO 443-47, MCG -5-31-28, AM 1301-301, IRAS13016-3016, PGC 45174) — эллиптическая галактика (E) в созвездии Центавра.
Распределение яркости в галактике сильно асимметрично, наблюдаются различные неоднородности и оболочечная структура галактики. Распределение нейтрального атомарного водорода в галактике имеет два пика, а в ядре наблюдается эмиссия в линиях H-альфа, N II и других.
Этот объект входит в число перечисленных в оригинальной редакции «Нового общего каталога».